# Ковалиха (село)
Ковали́ха — село в Україні, у Черкаському районі Черкаської області, у складі Ротмістрівської сільської громади. Населення становить 823 особи.

## Населення

### Мова
Розподіл населення за рідною мовою за даними перепису 2001 року:
| Мова       | Кількість | Відсоток |
| ---------- | --------- | -------- |
| українська | 789       | 95.87%   |
| російська  | 33        | 4.01%    |
| білоруська | 1         | 0.12%    |
| Усього     | 823       | 100%     |

## Стислі відомості
Розташоване за 18 км на південний захід від районного центру міста Сміла за 4 км від автомобільного шляху Черкаси-Умань.
Кількість населення — 756 осіб.
На території села виявлено поселення бронзового періоду та скіфських часів.
Час заснування відносять до XVIII ст. За переказами відомо, що назва села походить з чумацьких часів: один з чумаків, обламавшись в дорозі, затримався в цій місцевості. Згодом побудував тут хату й кузню. Після смерті господаря залишилася його дружина, яку назвали Ковалихою. З часом поруч почали оселятися й інші люди. Так утворилося село, яке й успадкувало назву Ковалиха. Ковалиха — первісно хутір, позначено на карті Ріцці Зеноні (1772 року) під назвою Ковальова. У 1864 році в селі проживало 1176 жителів. Була дерев'яна Михайлівська церква, збудована в середині XVIII ст.
З 1927 року у селі організовано товариство спільного обробітку землі, в 1930 році — колгосп ім. Петровського. За мужність і відвагу, проявлені в роки Другої Світової війни, нагороджені 144 жителі села.

## Відомі уродженці
- Танцюра Мойсей Дорофійович - український лікар - психіатр, невролог, психотерапевт.